# Jörg Peter (Leichtathlet)
Jörg Peter (* 23. Oktober 1955 in Dresden) ist ein ehemaliger deutscher Langstreckenläufer.

## Werdegang
Jörg Peter gewann 1978 Bronze bei den Halleneuropameisterschaften über 3000 Meter.
1980 nahm er für die DDR an den Olympischen Spielen in Moskau im 10.000-Meter-Lauf teil und belegte den sechsten Platz.
Am 14. Februar 1988 stellte er beim Tokyo International Men’s Marathon mit 2:08:47 Stunden einen deutschen Rekord auf. Dieser wurde erst mehr als 27 Jahre später bei den Deutschen Marathonmeisterschaften am 25. Oktober 2015 in Frankfurt von Arne Gabius mit 2:08:33 Stunden unterboten.
Er war DDR-Meister im 5000-Meter-Lauf in den Jahren 1976, 1977, 1978 und 1980, im 10.000-Meter-Lauf 1977 und im Marathon 1985 durch seinen Sieg beim Leipzig-Marathon. Peter lief bis 1989 für den SC Einheit Dresden und zog sich dann mit dem Wechsel zu Robotron Dresden vorerst vom Leistungssport zurück. Nach der Öffnung der DDR-Grenze nahm er auch an Volksläufen in der Bundesrepublik teil, während er beruflich als einer ersten privaten Taxiunternehmer der DDR tätig wurde. Im März 1990 lief er bei einem 15-Kilometer-Lauf in Eschweiler mit einer Zeit von 46:21 min Streckenrekord. 1990 und 1991 siegte er beim Hamburg-Marathon. 1990 stellte er dabei eine neue Bestmarke (2:11:49 Stunden) für die Hamburger Laufstrecke auf und erhielt eine Prämie in Höhe von 25 000 D-Mark. Später lief er für den Verein SSC Berlin.
Peter wurde von Günter Büttner trainiert, der auch Jürgen Haase, Frank Eisenberg und Gert Eisenberg in die Weltspitze führte.
Jörg Peter ist Diplom-Maschinenbauer, lebt in Nünchritz und hat zwei Kinder.

## Persönliche Bestleistungen
- 800 m: 1:49,3 min, 1976
- 1500 m: 3:39 min, 2, 1976
- 3000 m: 7:50,1 min, 1978
- 5000 m: 13:23,5 min, 1979
- 10.000 m: 27:55,5 min, 13. August 1977, Helsinki
- Marathon: 2:08:47 h, 14. Februar 1988, Tokio